# CIS-edition
CIS edition або Special CIS edition від англ. Commonwealth of Independent States — Співдружність Незалежних Держав (СНД). Спеціальне видання якогось продукту, призначеного для поширення на території країн СНД. Характеризується наявністю локалізації продукту, наявністю документації мовами країн СНД.

## Музичні видання
Музичні ( CD ) видання «CIS edition» відрізняються спрощеним оформленням та поліграфією, а також нижчою ціною.
- Релізи аудіопродукції
- SHM-CD